# Eupatagus micropetalus
Eupatagus micropetalus is een zee-egel uit de familie Eupatagidae.
De wetenschappelijke naam van de soort werd in 1917 gepubliceerd door Hubert Lyman Clark.